# Sezioni specializzate in materia di impresa
Le sezioni specializzate in materia di impresa (in precedenza sezioni specializzate per la proprietà industriale ed intellettuale), in Italia, sono uffici istituiti presso i tribunali ordinari e le corti d'appello aventi sede in ogni capoluogo di Regione (esclusa la Valle d'Aosta).

## Storia
Furono istituite dal d.lgs. 27 giugno 2003, n. 168,  ma hanno assunto l'attuale denominazione con il decreto legge 24 gennaio 2012, n. 1 convertito in legge 24 marzo 2012, n. 27. Sono regolate dall'art. 134 del Codice della proprietà industriale.

## Competenza
In base all'art 3, le sezioni specializzate sono competenti in materia di controversie aventi ad oggetto: marchi nazionali, internazionali e comunitari, brevetti d'invenzione e per nuove varietà vegetali, modelli di utilità, disegni e modelli e diritto d'autore, nonché di fattispecie di concorrenza sleale interferenti con la tutela della proprietà industriale ed intellettuale.

## Rito applicato
L'art.134 del D.Lgs. 30/2005 (Codice della proprietà industriale, comunemente abbreviato in C.P.I.) prevedeva l'applicazione del rito cosiddetto societario, ossia quello disciplinato dal D.Lgs.5/2003. Tuttavia la Corte Costituzionale, con sentenza 17 maggio 2007 n. 170, ha dichiarato l'illegittimità costituzionale della norma "nella parte in cui stabilisce che nei procedimenti giudiziari in materia di proprietà industriale e di concorrenza sleale, la cui cognizione è delle sezioni specializzate, si applicano le norme dei capi I e IV del titolo II e quelle del titolo III del decreto legislativo 17 gennaio 2003, n.5". Il rito applicabile è, dunque, quello ordinario previsto dal codice di procedura civile italiano.

## Articolazione territoriale
La legge disciplina l'assegnazione a dette dodici sezioni delle diverse circoscrizioni giudiziarie; in particolare sono presenti presso i tribunali ordinari e le corti d'appello di:
- Bari
- Bologna
- Brescia
- Catania
- Firenze
- Genova
- Milano
- Napoli
- Palermo
- Roma
- Torino
- Trieste
- Venezia